# Howrse
Howrse är ett internetspel utvecklat av det franska företaget Owlient, som handlar om uppfödning och skötsel av hästar. Under de första 15 åren hade spelet byggt ett community med över 60 miljoner användare.
Det finns en mängd olika hästraser i spelet, däribland arabiskt fullblod, engelskt fullblod, irish hunter, quarterhäst, tinker, shetlandsponny, hannoveranare, islandshäst, curly och fjording. Howrse finns som europeisk version, amerikansk version och en internationell version. Det är gratis att registrera sig på howrse, men man kan köpa "pass" som ger lite extra tillgångar i spelet.
I spelet kan man också skicka privata meddelanden till andra spelare, vara med i klubbar/lag och sälja hästar. Det finns även moderatorer som man kan få hjälp av och som har koll på vad som sker i spelet.
För sina pass kan man antingen köpa föremål som gör ens häst bättre eller så kan man köpa Pegasuskonto/VIP-konto som gör att man får tillgång till fler funktioner. Man kan även köpa hästar av sina pass. 
Howrse heter ursprungligen Equadiow på franska, men på de andra versionerna heter det Howrse (förutom på ryska heter det Lowadi). 
Howrse uppdateras med jämna mellanrum, det kan komma till exempel nya hästraser såsom shirehäst och percheronhäst, ny utrustning, rabatter för köp av pass, nya föremål, tävlingar och annat.